# Nj
Nj, nj — диграф, присутствующий в латинских алфавитах южнославянских языков, таких, как сербохорватский (сербский, хорватский, черногорский, боснийский), словенский и македонский. Также используется в албанском алфавите. Во всех этих языках он обозначает нёбный носовой согласный [ɲ]. Он произносится как gn в Dom Pérignon. Например, хорватское и сербское слово сербохорв. konj произносится как [koɲ].
В сербохорватском (сербском, хорватском) диграф рассматривается как отдельная буква, поэтому он занимает своё собственное место в алфавите, занимает только одно место в кроссворде и записывается в строку в вертикальном тексте. Однако у него нет собственной клавиши в стандартных компьютерных клавиатурах, поскольку он почти никогда не представлен одним символом.
Другие буквы и диграфы латинского алфавита, используемые для написания этого звука: ń (в польском), ň (в чешском и словацком), ñ (в испанском), nh (в португальский и окситанском), gn (в итальянском) и ny (среди прочих, в венгерском). Кириллица также включает в себя специальный символ, построенный аналогично nj: Њ.
В фарерском языке он обычно обозначает [ɲ], хотя в некоторых словах он обозначает [nj], как в слове banjo.
Людевит Гай впервые использовал этот диграф в 1830 году.
Он также используется в некоторых языках Африки и Океании, где он представляет собой преназализованную звонкую постальвеолярную аффрикату или звонкий постальвеолярный сибилянт, [ⁿd͡ʒ] или [ⁿʒ]. В малагасийском он обозначает [ⁿd͡z].